# Вильгельм II (маркграф Мейсена)
Вильгельм II Богатый (нем. Wilhelm II der Reiche; 23 апреля 1371 — 30 марта 1425) — маркграф Мейсена с 1407 года, соправитель своего брата курфюрста Саксонии Фридриха I, младший сын Фридриха III Строгого и Катарины фон Хеннеберг.

## Биография
В 1381 году, после смерти отца Вильгельма Фридриха III, он наследовал вместе со своими братьями Георгом (умер в 1402 году), и Фридрихом I отцовский престол и правил сначала под опекой матери. По Хемницкому разделу в 1382 году с братьями отца, маркграфом Мейсена Вильгельмом I и ландграфом Тюрингии Бальтазаром, получил вместе с своими братьями Остерланд, марку Ландсберг, Плейсснерландию, некоторые города в Тюрингии (Орламюнде, Кала, Йена, Наумбург и др.) и материнские наследственные владения — Кобург.
В 1389 году братья увеличили свои владения покупкой города Заальфельда, а в 1400 году — Кенигсбергского округа.
После смерти дяди Вильгельма I в 1407 году, Вильгельм получил во владение маркграфство Мейсен.
В 1410 году Вильгельм и его брат Фридрих разделили свои владения по договору в Наумбурге. Остерланд они разделили между собой, Вильгельм получил большую его часть и Ортерунг, а его брат Фридрих — Лейпциг и Йену.
В 1420 году Вильгельм, будучи союзником императора Сигизмунда, принял участие в неудачном походе своего брата против гуситов на Прагу.
Вильгельм умер в 1425 году, не оставив наследников. Ему наследовал его брат Фридрих.

## Семья
Жена с 1413: Амелия Мазовецкая, дочь плоцкого князя Земовита IV. Детей не было.